# Marcel Dupré

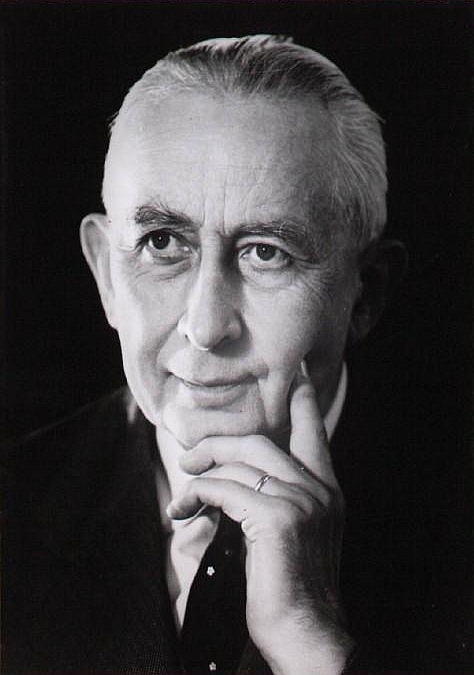
Marcel Dupré

Marcel Dupré (Rouen, 3 de maio de 1886 - Meudon, 30 de maio de 1971) foi um organista, pianista, compositor e pedagogo musical francês.

## Publicações
Por outro lado, escreveu tratados sobre improvisação de órgão em dois volumes (1925 e 1937), análise de harmonia (1936), contraponto (1938), fuga (1938) e acompanhamento de canto gregoriano (1937), além de ensaios sobre a construção de órgãos, acústica e filosofia da música.

## Catálogo

### Apenas para órgão
- Prière en sol majeur (1895).
- Fugue en ut majeur (1895).
- Fugue en fa majeur (1900).
- Fugue en la mineur (1901).
- Trois Préludes et Fugues op. 7 (1914).
- Scherzo op. 16 (1919).
- Fifteen Pieces op. 18 (1919).
- Cortège et Litanie op. 19 No. 2 (1921).
- Variations sur un Noël op. 20 (1922).
- Suite Bretonne op. 21 (1923).
- Symphonie-Passion op. 23 (1924).
- Lamento op. 24 (1926).
- Deuxième Symphonie op. 26 (1929).
- Sept Pièces op. 27 (1931).
- Seventy-Nine Chorales op. 28 (1931).
- Le Chemin de la croix op. 29 (1931).
- Trois Élevations op. 32 (1935).
- Angélus op. 34 No. 1 (1936).
- Trois Préludes et Fugues op. 36 (1938).
- Évocation op. 37 (1941).
- Le Tombeau de Titelouze op. 38 (1942).
- Suite op. 39 (1944).
- Offrande à la Vierge op. 40 (1944).
- Deux Esquisses op. 41 (1945).
- Paraphrase on the Te Deum op. 43 (1945).
- Vision op. 44 (1947).
- Eight Short Preludes on Gregorian Themes op. 45 (1948).
- Épithalame (1948).
- Variations sur 'Il est né le divin enfant' (1948).
- Miserere Mei op. 46 (1948).
- Psaume XVIII op. 47 (1949).
- Six Antiennes pour le Temps de Noël op. 48 (1952).
- Vingt-Quatre Inventions op. 50 (1956).
- Triptyque op. 51 (1957).
- Nymphéas op. 54 (1959).
- Annonciation op. 56 (1961).
- Choral et Fugue op. 57 (1962).
- Trois Hymnes op. 58 (1963).
- Two Chorales op. 59 (1963).
- In Memoriam op. 61 (1965).
- Méditation (1966).
- Entrée, Canzona et Sortie op. 62 (1967).
- Quatre Fugues Modales op. 63 (1968).
- Regina Coeli op. 64 (1969).
- Vitrail op. 65 (1969).
- Souvenir op. 65bis (1965).

### Para órgão com outros instrumentos
- Cortege et Litanie op. 19, para órgão e orquestra (Transcrição da versão para piano, 1921).
- Sinfonia em sol menor op. 25, para órgão e orquestra (1927).
- Balada op. 30, para órgão e piano (1932).
- Concerto em Mi menor op. 31, para órgão e orquestra (1934).
- Poema heróico op. 33, para órgão, metais e percussão (1935).
- Variações sobre dois temas op. 35, para órgão e piano (1937).
- Sinfonia Op. 42, para órgão e piano (1946).
- Quarteto Op. 52, para violino, viola, violoncelo e órgão (1958).
- trio op. 55, para violino, violoncelo e órgão (1960).
- Sonata em lá menor op. 60, para violoncelo e órgão (1964).

### Música coral
- La Fleur para vozes e piano (1897).
- Oudlette dans le Puits para vozes e piano (1898).
- Le song de Jacob, Sing (1901).
- Les Normands op. 1, para coro e orquestra (1911).
- Psique op. 4, para vozes e orquestra (1914).
- Quatre Motets op. 9, para vozes e dois órgãos (1916).
- De Profundis op. 17, para solista, coro, órgão e orquestra (1917).
- Ave Verum op. 34 Nº 2, para vozes e cordas (1936).
- La France au Calvaire op. 49, para solista, coro, órgão e orquestra (1953).
- Deux Motetes Op. 53, para soprano e coro (1958).

### Para piano solo
- Marche des Paysans (1898).
- Barcarolle (1899).
- Canon (1899).
- Danse du Tambourin (1899).
- Valse en ut dièse mineur (1900).
- Pièce caractéristique (1902).
- Six Préludes op. 12 (1916).
- Marche militaire op. 14 (1915).
- Quatre Pièces op. 19 (1921).
- Variations en do# menor, op. 22 (1924).

### Música de câmara
- Menuet pour piano, violon et violoncelle para violoncelo e violino e piano (1898).
- Sonate (Allegro) em ut majeur, Trio (1901).
- Sonata em sol menor, Op. 5, para violino e piano (1909).
- Quatre Mélodies op. 6, para voz e piano (1913).
- Deux Pieces op. 10, para clarinete e piano (1917).
- À l'amie perdue op. 11, para voz e piano (1911).
- Deux Pieces op. 13, para violoncelo e piano (1916).

### Diversos
- Elevação op. 2 para harmônio (1913).
- Fantasia em Si menor, Op. 8, para piano e orquestra (1912).
- Marcha militar op. 14, para orquestra (Transcrição da versão para piano, 1915).
- Oriental op. 15, para orquestra (1916).